# Pikareszk regény
A pikareszk regény (spanyolul picaresco, a 'csavargó' jelentésű pícaro  szóból) a 16. századi Spanyolországban létrejött népszerű műfaj, kópé- vagy kalandorregény, általában szatirikus hangvételű alkotás, melynek hőse szegény csavargó, bűnöző vagy más, a társadalom peremén élő személy, aki ügyessége és eszessége segítségével próbál boldogulni.
A pikareszk regények legfontosabb formai jellegzetessége (ami aztán a pikareszk jelző más használataiban is megjelenik) az egyes epizódok kötetlen sorrendje, felcserélhetősége.

## Története
Egyesek az 1554-ben Antwerpenben és Spanyolországban szerző nélkül megjelent Lazarillo de Tormest tartják az első pikareszk regénynek, mások azonban még csak azok előfutárának minősítik. Címszereplője, Lazarillo elszegényedett vidéken él, egy képmutató társadalom keretei közt. Benvenuto Cellini önéletrajza (Firenze, 1558) szintén a kialakuló műfaj jellegzetességeit mutatja. Az első egyértelműen pikareszknek tartott regény az 1599-ben megjelent, Mateo Alemán által írt Guzmán de Alfarache. A hirtelen nagy népszerűségnek örvendő műfajt is parodizálta a lovagregény mellett Cervantes is a Don Quijote című művében.
A spanyol regények között Francisco de Quevedo El buscón (1626) című művét tartják a műfaj egyik legjobban sikerült darabjának, barokkos stílusa és a bűn lélektanának finom ábrázolása miatt.
A 17-18. században a műfaj egész Európában elterjedt. Ismertebb művek:
- Németországban Grimmelshausen Simplicissimusa (1669), mely a harmincéves háború alatt játszódik. Említést érdemel még a nagyrészt Magyarországon játszódó Magyar avagy Erdélyi Simplicissimus (1683), amely Daniel Speer műve.

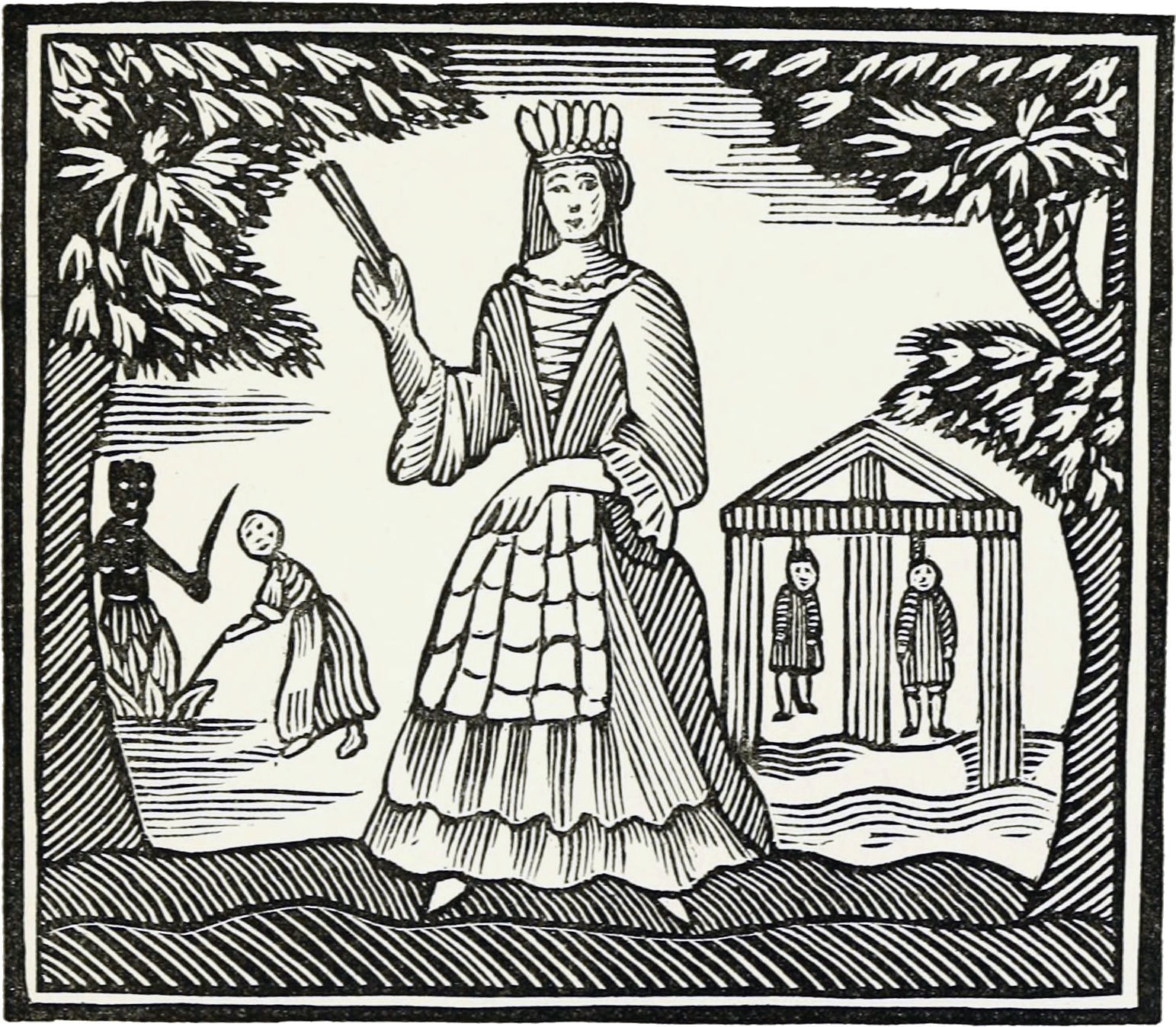
Moll Flanders
(18. századi illusztráció)

- Franciaországban Le Sage Gil Blas-ja (1715) és tkp. Voltaire Candide-ja is idetartozik (bár a Candide elsősorban tézisregény).
- Angliában Tobias Smollett műveit és Daniel Defoe Moll Flanders-ét (1722) szokás a pikareszk jelzővel illetni, bár a spanyol vagy német művekkel ellentétben kevésbé jellemző rájuk a vallásos erkölcsiség.

## Pikareszk a modern irodalomban
A pikareszk szó gyakran csak a regények formai jellegzetességét, az epizódok felcserélhetőségét jelenti. Ilyen értelemben sok regény (vagy film) tartható pikareszknek, csakúgy mint a hipertext irodalom nemlineárisan szerkesztett alkotásai.
Néhány ismertebb, a pikareszket folytató mű a 19-20. századból:
- Henry Fielding: Tom Jones (1749)
- Nyikolaj Vasziljevics Gogol: Holt lelkek (1842-52)
- Mark Twain: Huckleberry Finn kalandjai (1885)
- Rudyard Kipling: Kim (1901), a pikareszk és a kémregény egyfajta ötvözete
- Jaroslav Hašek: Svejk (1923?)
- Nyirő József: Uz Bence
- Thomas Mann: Egy szélhámos vallomásai (1954)
- Jack Kerouac: Úton (1957)
- Tersánszky Józsi Jenő: Kakuk Marci
- Günter Grass: A bádogdob (1959)
- Gángoly Attila – Novák Valentin: Zsír Balázs (2001-2011)
- Csabai Márk: Egy csibész naplója (2012)

### Pikareszk filmek
Quentin Tarantinóra jellemző, hogy filmjeiben szívesen alkalmazza a pikareszk műfaj elemeit, mint például a Kutyaszorítóban-ban. Habár nem mindig kapta meg ehhez a megfelelő támogatást. A Született gyilkosok Tarantino forgatókönyve szerint az egyes részeket felcserélt sorrendbe írta meg, de a filmet leforgató Oliver Stone-nak ez nem tetszett, és kronológiai sorrendbe rakta a filmet, Tarantino rosszallása ellenére.